# Dimophora patula
Dimophora patula är en stekelart som beskrevs av Dasch 1979. Dimophora patula ingår i släktet Dimophora och familjen brokparasitsteklar. Inga underarter finns listade i Catalogue of Life.